# NGC 2606
NGC 2606 est une vaste et lointaine galaxie spirale située dans la constellation de la Grande Ourse. NGC 2606 a été découverte par l'astronome britannique John Herschel en 1831.

## Caractéristiques
Sa vitesse par rapport au fond diffus cosmologique est de 13 430 ± 10 km/s, ce qui correspond à une distance de Hubble de 198 ± 14 Mpc (∼646 millions d'al).
NGC 2606 est une galaxie active à raies d’émissions optiques étroites (NLAGN pour narrow-line active galactic nucleus). C'est aussi une galaxie active de type Seyfert 2.
- Note : pour la base de données Simbad, NGC 2603 et NGC 2606 sont une seule et même galaxie.